# Costatitlán
Costatitlán är en ort i Mexiko.   Den ligger i kommunen San Sebastián Ixcapa och delstaten Oaxaca, i den sydöstra delen av landet, 300 km söder om huvudstaden Mexico City. Costatitlán ligger 141 meter över havet och antalet invånare är 437.
Terrängen runt Costatitlán är platt åt sydväst, men åt nordost är den kuperad. Runt Costatitlán är det ganska tätbefolkat, med 72 invånare per kvadratkilometer. Närmaste större samhälle är Pinotepa de Don Luis, 18,6 km sydost om Costatitlán. Omgivningarna runt Costatitlán är en mosaik av jordbruksmark och naturlig växtlighet.